# 克里斯蒂安·賴歇特
克里斯蒂安·賴歇特（德語：Christian Reichert；1985年2月7日—）是一位德國男子游泳運動員，2011年開始參加公開水域游泳賽事。在2013年世界游泳錦標賽上，他代表德國獲得金牌。